# Blues Cats
Blues Cats är ett bluesband från Linköping, som bildades 1986 av Håkan Ydrevik (klaviatur, sång) samt Jens Östrup (trummor, kör). Med var även Fredrik Svensson (gitarr, kör), Mats "Brage" Brage (gitarr, kör) samt Balder Rödin (bas). Bandet skulle representera gymnasiet Katedralskolan vid en musiktävling mellan lokala bluesband. Blues + katedral = Blues Cats.
De första åren spelades främst covers vid studentfester, MC-klubbar mm. I och med att Fredrik "Tedde" Tillberg (gitarr, sång) anslöt till bandet 1987, började en mer "seriös" satsning med turnerande i Sverige och övriga Norden, Tyskland och England.
Blues Cats har genom åren genomfört hundratals spelningar i Skandinavien, Tyskland, England och Spanien. De har spelat tillsammans med band som: Eldkvarn, Docenterna, Pugh Rogefelt, Lasse Winnerbäck, Electric Banana Band, Ronny Eriksson, Dag Vag, Ebba Grön och Magnus Uggla. Bandet har spelat live i P3, P4, TV4, Tv Tilt, Tv Nollettan och Kanal Lokal. De har även medverkat vid festivaler såsom American Festival och Linköping Jazz & Bluesfestival. Bandet har gett ut 7 skivor.
Kvar från originaluppsättningen är endast Fredrik "Tedde" Tillberg, som 2004 mottog Great Jazz Clubs Bluesstipendie.

## Medlemmar
- Fredrik ”Tedde” Tillberg – Sång/Gitarr
- Anders ”Panda” Arvidsson – Slide/Gitarr
- Henrik Riby – Hammond/Piano
- Henrik Brandes – Bas/Kör
- Abbe Enhörning – Trummor/Kör

Diskografi
- 1988 Bluescats-First
- 1990 Bluescats-S:t James Infirmery
- 1991 Bluescats (samling) En enda jord
- 1996 Bluescats Live-It’s Time for….
- 1997 Bluescats & Ronny     Eriksson (Live)
- 1999 Bluescats-Gyllen live
- 2002 Bluescats-Have Mercy